# Stephanie Bishop
Stephanie Bishop est une actrice anglaise, née le 30 janvier 1964 à Manchester en Angleterre. Elle est surtout connue pour son rôle dans le film Looking for Eric réalisé par Ken Loach.

## Biographie
Stephanie Bishop est née à Manchester, en Angleterre le 30 janvier 1964. Elle a ensuite grandi dans la ville de Droylsden avant de s'installer avec sa famille dans la ville de Stockport, puis de Denton.

## Carrière
Elle a d'abord fait de la figuration durant une dizaine d'années avant de prendre des cours d'art dramatique. Elle est aujourd'hui, en parallèle de sa carrière d'actrice, enseignante d'art dramatique au GT School of Drama. 
En 2009, elle joue le rôle de Lily, la première femme de Eric Bishop, dans le film de Ken Loach Looking for Eric.

## Filmographie
Cinéma
- 2009 : Looking for Eric de Ken Loach : Lily